# Epic Records
Epic Records – amerykańska wytwórnia muzyczna założona w 1953 roku, będąca własnością Sony Music Entertainment. Od 2011 roku prezesem firmy jest jeden z założycieli LaFace Records, amerykański producent muzyczny (wypromował m.in. Justina Biebera czy Pink) i juror amerykańskiej edycji programu X Factor - Antonio "L.A." Reid.
Początkowo wytwórnia ograniczała się do wydawnictw jazzowych i muzyki poważnej, jednak z biegiem czasu zaczęła zajmować się innymi gatunkami, jak rock and roll, R&B, muzyka country aż do hard rocka.  
Wydała najlepiej sprzedający się album wszech czasów Thriller Michaela Jacksona.